# Орхон (Селенге)
Орхон (монг.: Орхон) — сомон Селенгійського аймаку, Монголія. Територія 1,3 тис. км², населення 2,8 тис. чол. Центр — селище Нарт, що лежить на відстані 160 км від Сухе-Батора та за 220 км від Улан-Батора.

## Рельєф
Гора Шийр (1300 м), здебільшого долини, протікає річка Орхон. Багатий на будівельну сировину.

## Клімат
Різкоконтинентальний клімат, середня температура січня − 21 °C, середня температура липня +18–20 °C. У середньому протягом року випадає 250 мм опадів.

## Тваринний світ
Водяться лисиці, зайці та ін.

## Соціальна сфера
Сільське господарство — землеробство. Сфера обслуговування, школа, лікарня.